# Niccolò Cacciatore

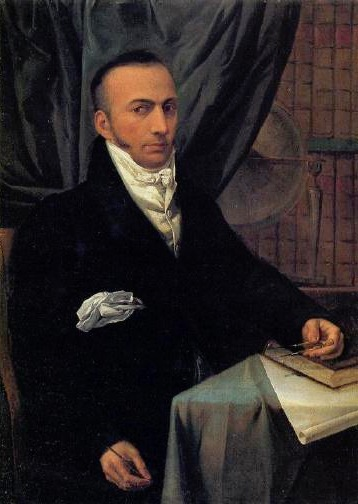
Niccolò Cacciatore.

Niccolò Cacciatore, född den 26 januari 1770, död den 28 januari 1841, var en italiensk astronom.

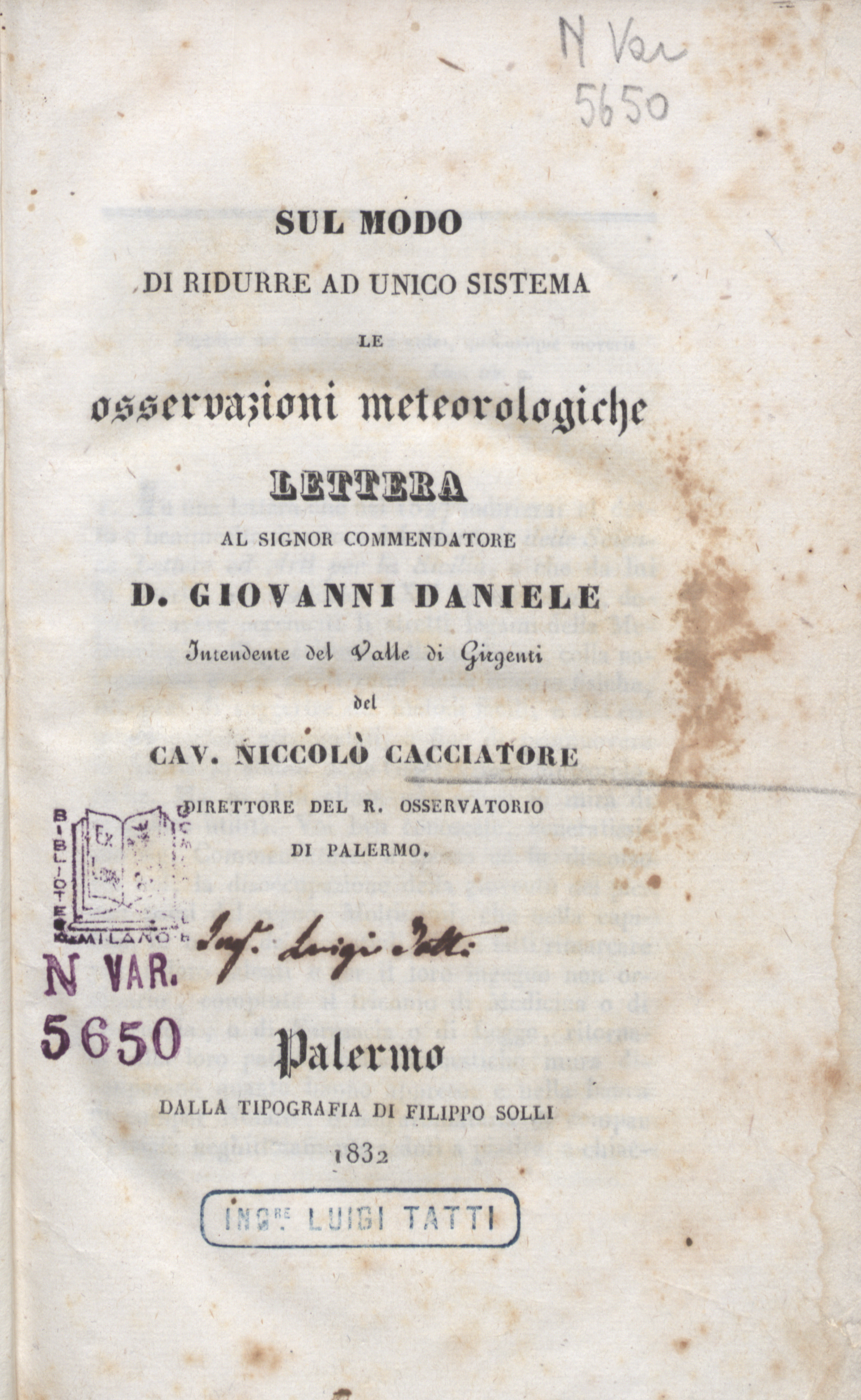
Sul modo di ridurre ad unico sistema le osservazioni meteorologiche (1832)

Cacciatore var direktor för observatoriet i Palermo, i vilket ämbete han efterträdde den berömde Piazzi. Han skrev åtskilliga astronomiska avhandlingar, utgav astronomiska tabeller och bestämde Etnas höjd. Cacciatore efterträddes av sin son Gaetano Cacciatore. Denne måste avstå från sin befattning till följd av revolutionen 1848.